# Майотта
12°50′ пд. ш. 45°08′ сх. д. / 12.833° пд. ш. 45.133° сх. д.
Майо́тта (фр. Mayotte; ком. Maore) — заморський департамент (з 31 березня 2011 року) Франції, розташований у Мозамбіцькій протоці, в західній частині Індійського океану, між північним Мозамбіком і північним Мадагаскаром. Складається з головного острова Гранд-Терр (або Маоре), меншого острова Петіт-Терр (або Паманзі) і кількох інших крихітних острівців. Географічно належить до Коморських островів. Політично, як департамент Франції, належить до Європейського Союзу (з 2014).

## Географія
Площа гірської частини країни 73,32 км².

Географічна карта острова

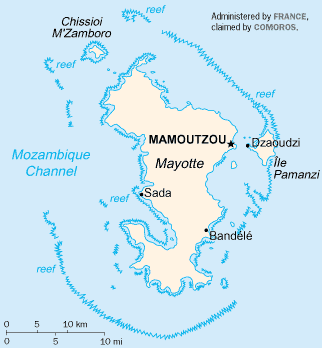

Головний острів — Гранд-Терр (або Маоре), геологічно найстаріший у складі Коморських островів, протяжність — 39 км, ширина — 22 км, найвища точка — гора Бенара (фр. Mont Bénara, 660 м). Через вулканічне походження в деяких районах ґрунти достатньо родючі. Кораловий риф, що оточує більшу частину острова, забезпечує його рибою і захищає місцеві судна.
Місто Дзаудзі (англ. Dzaoudzi), розташоване на Петіт-Террі (Паманзі), було столицею Майотти до 1977 року. Майотта є окремим членом Комісії Індійського океану (англ. Indian Ocean Commission (COI)), незалежно від Коморських Островів.

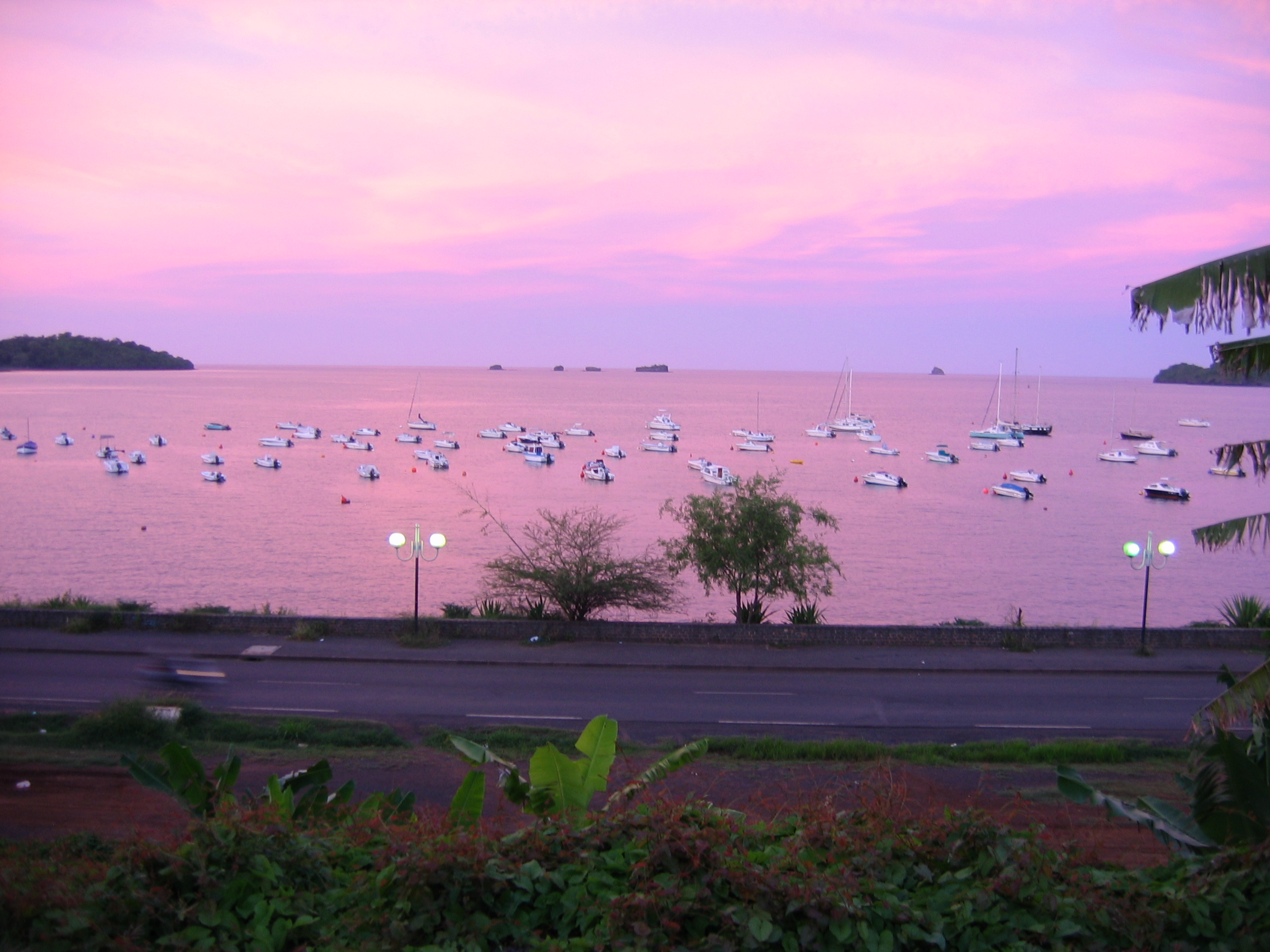
Море біля Мамудзу

## Історія
У 1500 на островах заснований султанат Маоре або Мауті (згодом інтерпретоване французами як Майотта).
У 1503 на Майотту висадилися португальські мандрівники, проте, так і не заснували тут колонію.
У 1832 острови завойовані мадагаскарським королем; у 1833 завойовані сусіднім султанатом Мвалі; 19 листопада 1835 перейшли під управління султанату Ндзувані, але в 1836, на чолі з останнім місцевим султаном, знову здобули незалежність.
Майотта стала власністю Франції в 1843 разом з іншими Коморськими островами.
Після здобуття незалежності Коморськими островами у 1966 році, Франція всупереч резолюції ООН відмовилася передати Коморам острів з розташованою на ньому військово-морською базою, мотивуючи це результатами проведеного у грудні 1974 року референдуму (понад 60 % висловилися проти незалежності від Франції). Такі результати частково пов'язані з побоюваннями жителів Майотти, особливо місцевих християн, що острів стане частиною ісламської держави.
Проведений у 2009 році референдум підтвердив бажання жителів здобути статус заморського департаменту. «За» висловилися 95,2 % виборців з 61 % жителів Майотти, що взяли участь у голосуванні.
31 березня 2011 року острів Майотта офіційно став 101 департаментом Франції. Вона стала частиною Європейського Союзу 1 січня 2014 року як найвіддаленіший регіон (OMR), але не є частиною Шенгенської зони.

## Населення
Чисельність населення — 231 тис. (на липень 2010).
Густота населення — 600 чол/км²;
Річний приріст — 3,2 % (8-е місце у світі);
Народжуваність — 38,8 на 1000 (5,4 народжень на жінку);
Смертність — 7,1 на 1000;
Середня тривалість життя — 61 рік у чоловіків, 66 років у жінок.
Етнічний склад — маора (нащадки арабів, які змішалися з малагасійцями і неграми).
Мова — маорська (діалект суахілі), французькою (офіційна) володіє близько 35 % населення.
Релігія — 97 % сповідують іслам, 3 % — християни (в основному католики).